# Liste der Bodendenkmäler in Flintsbach am Inn
Auf dieser Seite sind die Bodendenkmäler in der oberbayerischen Gemeinde Flintsbach am Inn zusammengestellt. Diese Tabelle ist eine Teilliste der Liste der Bodendenkmäler in Bayern. Grundlage ist die Bayerische Denkmalliste, die auf Basis des Bayerischen Denkmalschutzgesetzes vom 1. Oktober 1973 erstmals erstellt wurde und seither durch das Bayerische Landesamt für Denkmalpflege geführt wird. Die folgenden Angaben ersetzen nicht die rechtsverbindliche Auskunft der Denkmalschutzbehörde.

## Bodendenkmäler in Flintsbach am Inn
| Lage       | Objekt | Akten-Nr.     | Bild |
| ---------- | --- | ------------- | ---- |
| (Standort) | Siedlung der Bronzezeit und der Urnenfelderzeit sowie Burgstall und Vorburgsiedlung des hohen Mittelalters („Rachelburg“ bzw. „Alt-Falkenstein“). | D-1-8238-0155 |      |
| (Standort) | Höhensiedlung der Bronzezeit, der Urnenfelderzeit, der Hallstattzeit, der späten Latènezeit und der späten römischen Kaiserzeit, Burg ottonisch-salischer Zeitstellung, sowie untertägige mittelalterliche und frühneuzeitliche Befunde im Bereich der katholischen Expositur- und Wallfahrtskirche St. Peter und des abgegangenen Klosters auf dem Petersberg „St. Peter in Madron“ mit aufgelassenem Friedhof. | D-1-8238-0162 |      |
| (Standort) | Siedlung und Brandgräber der frühen und mittleren Urnenfelderzeit. | D-1-8238-0179 |      |
| (Standort) | Untertägige spätmittelalterliche und frühneuzeitliche Befunde im Bereich der Burgruine Falkenstein bei Flintsbach am Inn. | D-1-8238-0190 |      |
| (Standort) | Untertägige mittelalterliche und frühneuzeitliche Befunde und Funde im Bereich der katholischen Pfarrkirche St. Martin in Flintsbach am Inn und ihrer Vorgängerbauten. | D-1-8238-0192 |      |
| (Standort) | Almwüstung des Mittelalters und der frühen Neuzeit. | D-1-8238-0248 |      |
| (Standort) | Siedlung vor- und frühgeschichtlicher Zeitstellung, u. a. der römischen Kaiserzeit und des frühen Mittelalters. | D-1-8238-0249 |      |
| (Standort) | Brandgräber der späten Bronzezeit und frühen Urnenfelderzeit. | D-1-8238-0305 |      |
| (Standort) | Untertägige mittelalterliche und frühneuzeitliche Befunde im Bereich der Burgruine Kirnstein. | D-1-8338-0037 |      |